# عبر أشجار الزيتون
عبر أشجار الزيتون (بالفارسية: زیر درختان زیتون) الذي يعني تحديدًا تحت أشجار الزيتون هو فيلم عام 1994 من كتابة وإخراج المخرج الإيراني عباس كياروستامي، تم تصويره في شمال إيران وهو الجزء الذي دمره الزلزال. تم اختيار الفيلم كمدخل إيراني لأفضل فيلم بلغة أجنبية في حفل توزيع جوائز الأوسكار 67، ولكن لم يتم قبوله كمرشح.
يعد الفيلم الجزء الأخير من ثلاثية كيارستمي، واستمرت خطط إنتاج الافلام ليظهر الفيلم الثاني الحياة ولا شيء سواها، الذي كان الرؤية القديمة لفيلم أين يقع منزل صديقي؟
ومثل بقية أعمال كيارستمي، عبر أشجار الزيتون يتم تصويره بطريقة طبيعية، تعكس الدراسة المعقدة للصلة بين الفن والحياة، غالبًا ما يطمس سرده الحدود بين الخيال والواقع. منذ ذلك الوقت أشاد الكثير بالفيلم واعتبره تحفةً فنية.

## روابط خارجية
- عبر أشجار الزيتون على موقع IMDb (الإنجليزية)
- عبر أشجار الزيتون على موقع الموسوعة البريطانية (الإنجليزية)
- عبر أشجار الزيتون على موقع روتن توميتوز (الإنجليزية)
- عبر أشجار الزيتون على موقع قاعدة بيانات الأفلام العربية
- عبر أشجار الزيتون على موقع ألو سيني (الفرنسية)
- عبر أشجار الزيتون على موقع Turner Classic Movies (الإنجليزية)
- عبر أشجار الزيتون على موقع أول موفي (الإنجليزية)
- عبر أشجار الزيتون على موقع فيلمافينيتي (الإسبانية)
- عبر أشجار الزيتون على موقع قاعدة بيانات الأفلام السويدية (السويدية)
- عبر أشجار الزيتون على موقع قاعدة بيانات الفيلم (الإنجليزية)